# 4세대 전쟁
4세대 전쟁(四世代戰爭, 영어: fourth-generation warfare, 4GW)은 새로운 유형의 전쟁 형태를 말한다.

## 역사
북한의 중심부로 침투하여 우호세력과 네트워크를 구성하여 분란전을 일으키면 북한 정권은 일대 혼란에 빠져 전쟁수행능력을 상당 부분 상실하게 된다. 이를 통해 국군의 북진 기동을 보장한다는 것이 국방부의 '제4의 전쟁' 개념이다.

## 현대전의 특징
1991년 걸프전에서는 현대전의 특징이 나타났다.
- 정밀유도무기. 순항미사일이나 스마트 폭탄 같은 정밀유도무기의 성능과 역할이 증대했다.
- 네트워크전. 통신, 컴퓨터 등의 기술 발전으로 C4I체계가 완성되었다. 대통령으로부터 말단 전투원까지 하나의 유기체 같은 전쟁망(warnet)으로 엮이게 됐다. 소위 네트워크중심전(Network Centric Warfare·NCW)이 가능해졌다.
- 무인기. 무인비행기가 상당한 수준의 자율성을 갖고 정찰과 타격 기능을 수행하게 됐다. 최근에는 지상과 해양에서도 어렵고 위험한 군사적 임무는 무인 무기체계가 담당한다.
- 분란전. 테러리스트나 지하드 전사들이 하이테크 무기와 전통적 군사작전으로 대응하기 어려운 비전통적 분란전을 수행함으로써 정치심리적 효과를 극대화하는 양상이 나타났다.

## 같이 보기
- 분란전